# PRO.TV Internațional
PRO TV Internațional è una rete televisiva satellitare rumena di proprietà di Pro TV Group, lanciata il 29 aprile 2000.
Pro.TV è visibile tramite: internet (sul sito www.protvi.ro), via cavo e in DTH, DTT e IPTV. È inoltre visibile via satellite su ASTRA 1G e Eutelsat Hot Bird 13D. Pro.Tv International in Europa e Nord America è visibile tramite:
- Bulgaria (MSat)
- Repubblica Ceca (DIGI TV)
- Germania (Kabel Deutschland, Kabel BW, WilhelmTel, M-net)
- Ungheria (DigiKabel, DIGI TV, Antenna Hungaria)
- Italia (Tivùsat, Sky Italia, Wind, H3G)
- Portogallo (Clix, MEO, Vodafone)
- Austria (AON)
- Serbia (DIGI TV)
- Slovacchia (DIGI TV)
- Spagna (ONO, Euskaltel, R Cable)
- Svezia (Com Hem)
- Israele (Hot, Yes)
- Canada (NexTV)
- Stati Uniti (Romanian Satellite Network, Verizon FiOS)